# Quartiere Arboria
Il Quartiere Arboria o di Arboria (francese: Quartier Arboria, lussemburghese: Arboria Noperschaft) è un quartiere residenziale della città di Differdange, nel Cantone di Esch-sur-Alzette nel Granducato di Lussemburgo. La costruzione è iniziata nell'estate del 2013.

## Localizzazione
Il quartiere è localizzato tra le frazioni di Oberkorn (a sud), Fousbann (a est) e Differdange centro (a ovest) mentre a nord tra l'incrocio della Differdange Gare e Rue Emile Mark.

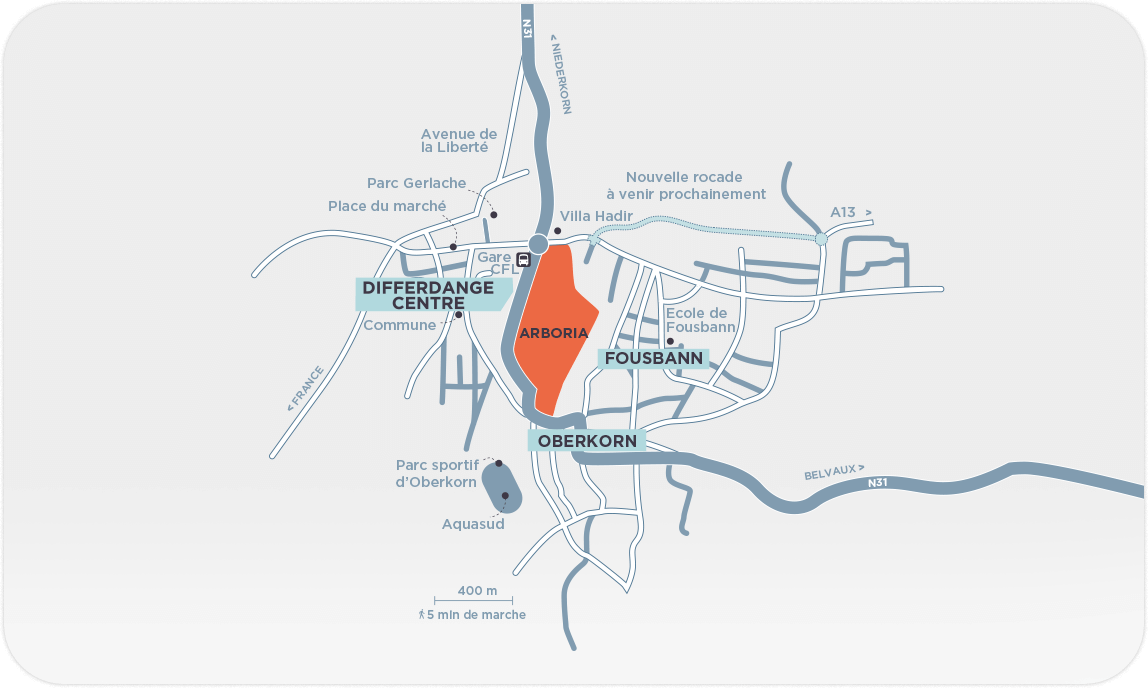
Il Quartiere Arboria a Differdange

## Interni ed esterni
Dall'inizio della sua costruzione nel 2013 è stato nominato protagonista della rinascita della città lussemburghese e tuttora ospita diversi tipi di appartamenti come gli Icuria, Aria, Senna, Abrus, Quercus, Rubus e Arboria. A ovest è delimitata dalla strada N31 e a est dal parco del Chiers di 5 ettari, sia a nord che a nord-est, Arboria ingloba il centro commerciale Opkorn, la Torre residenziale Aurea e l'asilo nido "Topolino".

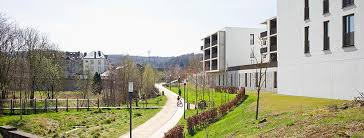
Veduta del quartiere dal parco del Chiers

## Sistema ambiente
Nel vicino parco del Chiers e nello stesso quartiere, la qualità ambientale è una delle migliori della città. Il quartiere possiede certificati come il DGNB Gold e classe energetica ABA o AAA, attua misure di teleriscaldamento collettivo non inquinanti con pellet di legno, misure di isolamento termico e acustico delle abitazioni con tetti verdi, misure per la creazione di parchi e aree verdi, misure per la pulizia del vicino fiume Chiers e limitazione del traffico veicolare.

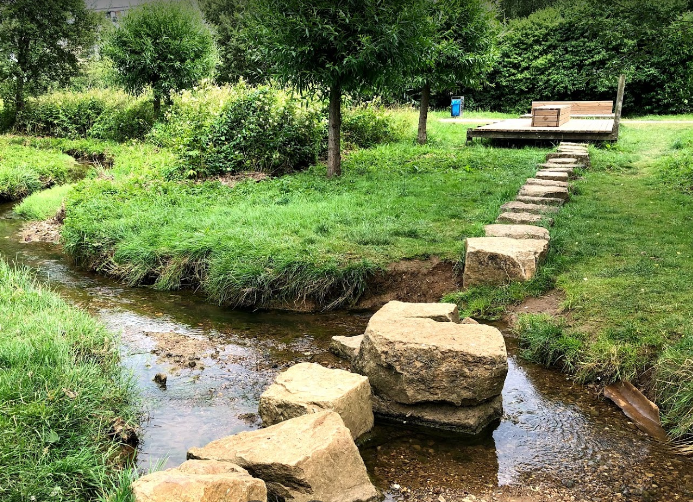
Il Park Chiers/Kor